# 17041 Castagna
17041 Castagna è un asteroide della fascia principale. Scoperto nel 1999, presenta un'orbita caratterizzata da un semiasse maggiore pari a 2,2715358 UA e da un'eccentricità di 0,0895338, inclinata di 3,49901° rispetto all'eclittica.